# Nematolepis phebalioides
Nematolepis phebalioides är en vinruteväxtart som beskrevs av Porphir Kiril Nicolai Stepanowitsch Turczaninow. Nematolepis phebalioides ingår i släktet Nematolepis och familjen vinruteväxter. Inga underarter finns listade i Catalogue of Life.